# Rörsångare (familj)
Rörsångare (Acrocephalidae) är en familj med fåglar inom överfamiljen Sylvioidea och vars arter till största delen tidigare fördes till den idag uppdelade familjen sångare. Arterna inom familjen är vanligtvis ganska stora sångare och merparten är övervägande olivaktigt bruna på ovansidan med gul till beige undersida. De förekommer främst i öppen skogs- och buskmark, vassbälten eller högt gräs. Familjens huvudsakliga häckningsområde är södra till västra Palearktis, men utbredningen sträcker sig också långt in i Stillahavsområdet och några arter häckar även i Afrika.

## Släkten i familjen
Enligt AviList:
- Släkte Graueria – en afrikansk art, kivusångare
- Släkte Nesillas – fem arter på och kring Madagaskar, varav en utdöd i modern tid
- Släkte Hippolais – fyra arter, med bl.a. härmsångare
- Släkte Arundinax – en art, tjocknäbbad sångare, placerades tidigare i Acrocephalus eller Iduna
- Släkte Iduna – sex arter, med bl.a. stäppsångare
- Släkte Calamonastides – en afrikansk art, papyrusgulsångare
- Släkte Acrocephalus – 42 arter, varav fem utdöda i modern tid, med bl.a. rörsångare, sävsångare och trastsångare